# Marco d'Agrate
Pour les articles homonymes, voir Ferrari.
Marco Ferrari d'Agrate, né en 1491 à Parme et mort après 1571, est un sculpteur italien, actif dans sa ville natale puis à Milan.

## Biographie

### Origines et début de carrière à Parme
Marco Ferrari appartient à une famille de sculpteurs et tailleurs de pierre (picapreda ou tajapreda) originaire d'Agrate Brianza, en Lombardie, et installée à Parme dans la seconde moitié du XVe siècle. Fils d'Antonio Ferrari (14..-1528 ou 1529) et d'Orsolina Ferrari, née Fatuli, Marco Ferrari est le frère cadet de Giovanfrancesco Ferrari (1489-après 1570), également sculpteur.

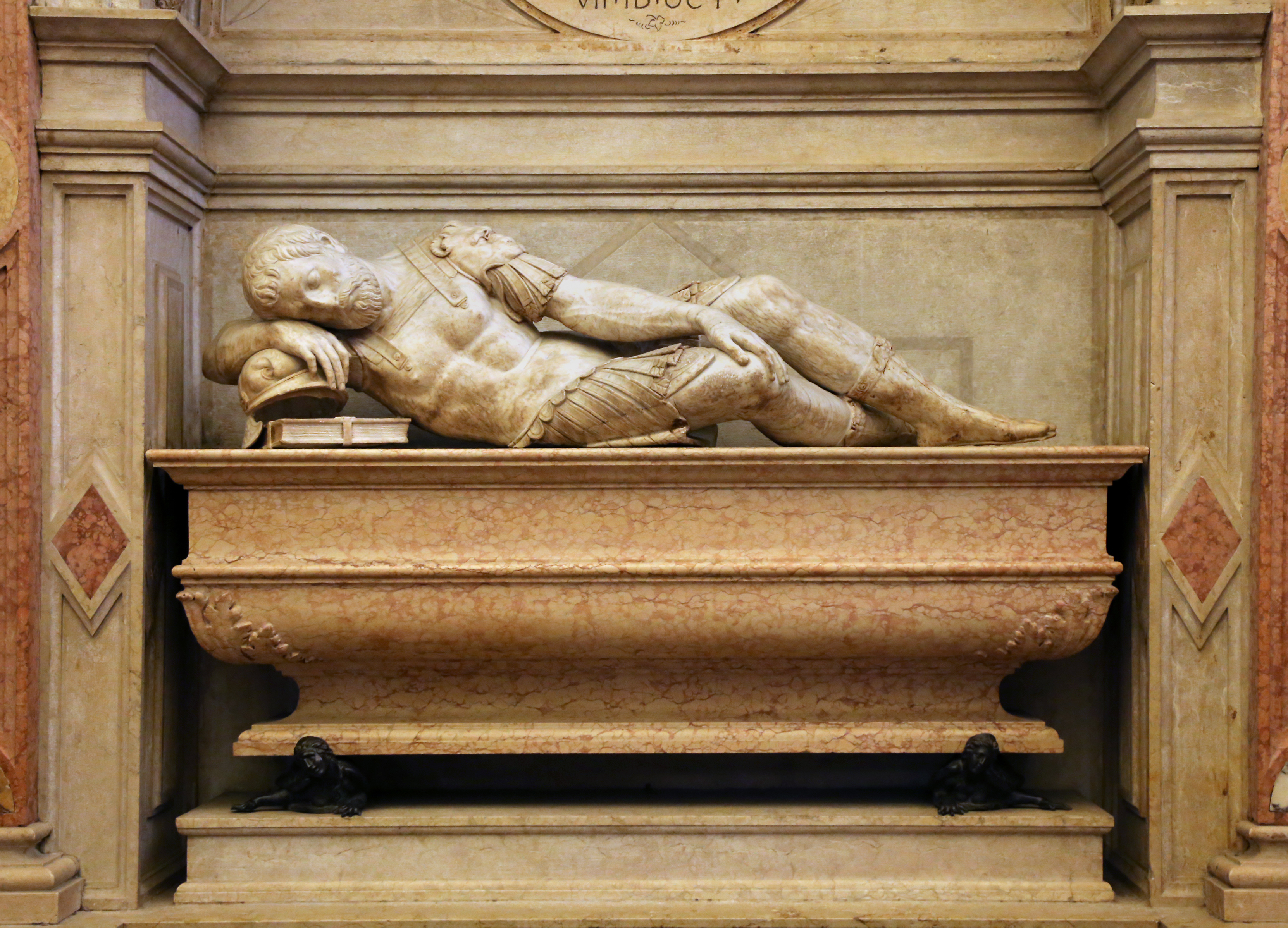
Monument funéraire de Sforzino Sforza (1528-1538).

Marco se forme d'abord dans l'atelier paternel, situé en face de l'église San Sepolcro.
Marco Ferrari est attesté à Parme à partir de 1513. En 1522, il y travaille pour la fabrique de Santa Maria della Steccata et réalise, aux côtés d'autres sculpteurs, plusieurs chapiteaux pour les pilastres de cette église. Quelques années plus tard, il collabore avec son frère aîné au monument funéraire de Sforzino Sforza (1528-1538), situé dans ce même édifice et commandé à Giovanfrancesco Ferrari en 1526.

### Réalisations à Milan
Dans les années 1540, Marco Ferrari d'Agrate quitte Parme pour la Lombardie, où il devient un disciple de Cristoforo Solari et d'Agostino Busti. Il est alors employé sur les chantiers de la chartreuse de Pavie et du dôme de Milan.
En 1547, il réalise quatre des tombeaux de la famille Trivulzio placés dans les niches de la basilique Saint-Nazaire de Brolo.
Entre 1556 et 1558, il sculpte le tombeau du sénateur Giovanni del Conte conçu par Vincenzo Seregni (chapelle saint-Hippolyte de la basilique Saint-Laurent de Milan) .
En 1562, il réalise pour la façade latérale sud du dôme une étonnante statue de saint Barthélemy écorché. Un siècle plus tard, en 1664, cette statue sera restaurée par Antonio Albertino et déplacée à l'intérieur de l'édifice, où on peut la voir aujourd'hui dans le transept sud. C'est peut-être à l'occasion de la restauration effectuée par Albertino qu'une inscription latine pompeuse a été gravée sur le socle : Non me Praxiteles sed Marcus finxit Agrates (« Ce n'est pas Praxitèle qui m'a inventé, mais Marco d'Agrate »).
À la même époque que la réalisation du Saint Barthélemy, Marco Ferrari d'Agrate participe, aux côtés d'autres artistes, à la sculpture des panneaux de marbre de la porte du transept nord du dôme, achevant ainsi l’œuvre entreprise une quinzaine d'années plus tôt par le toscan Silvio Cosini sous la direction de Cristoforo Lombardo. Le relief dû à Ferrari, représentant les Noces de Cana, a notamment été admiré par Vasari, qui qualifie « Marco da Gra » [sic] de « sculpteur très pratique » (assai pratico scultore). Cette porte sera cependant supprimée quelques années plus tard sur ordre de l'archevêque Charles Borromée.
La dernière œuvre documentée de Marco d'Agrate est une statue (aujourd'hui perdue) de saint François de Paule, commandée en 1571 par le prieur du monastère milanais de Santa Maria della Fontana.

Quelques œuvres de Marco d'Agrate
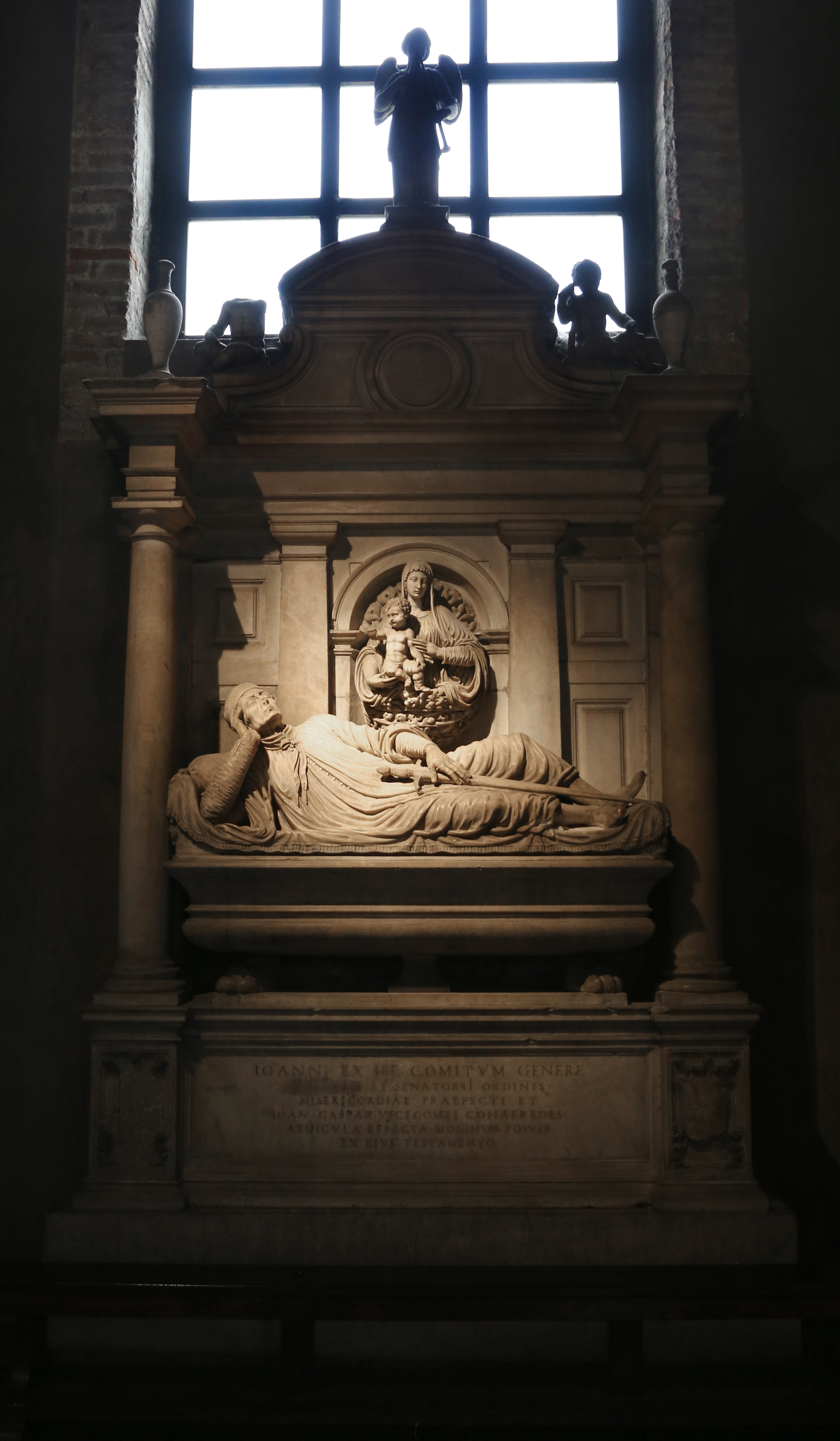
Tombeau de Giovanni del Conte (1556-1558).
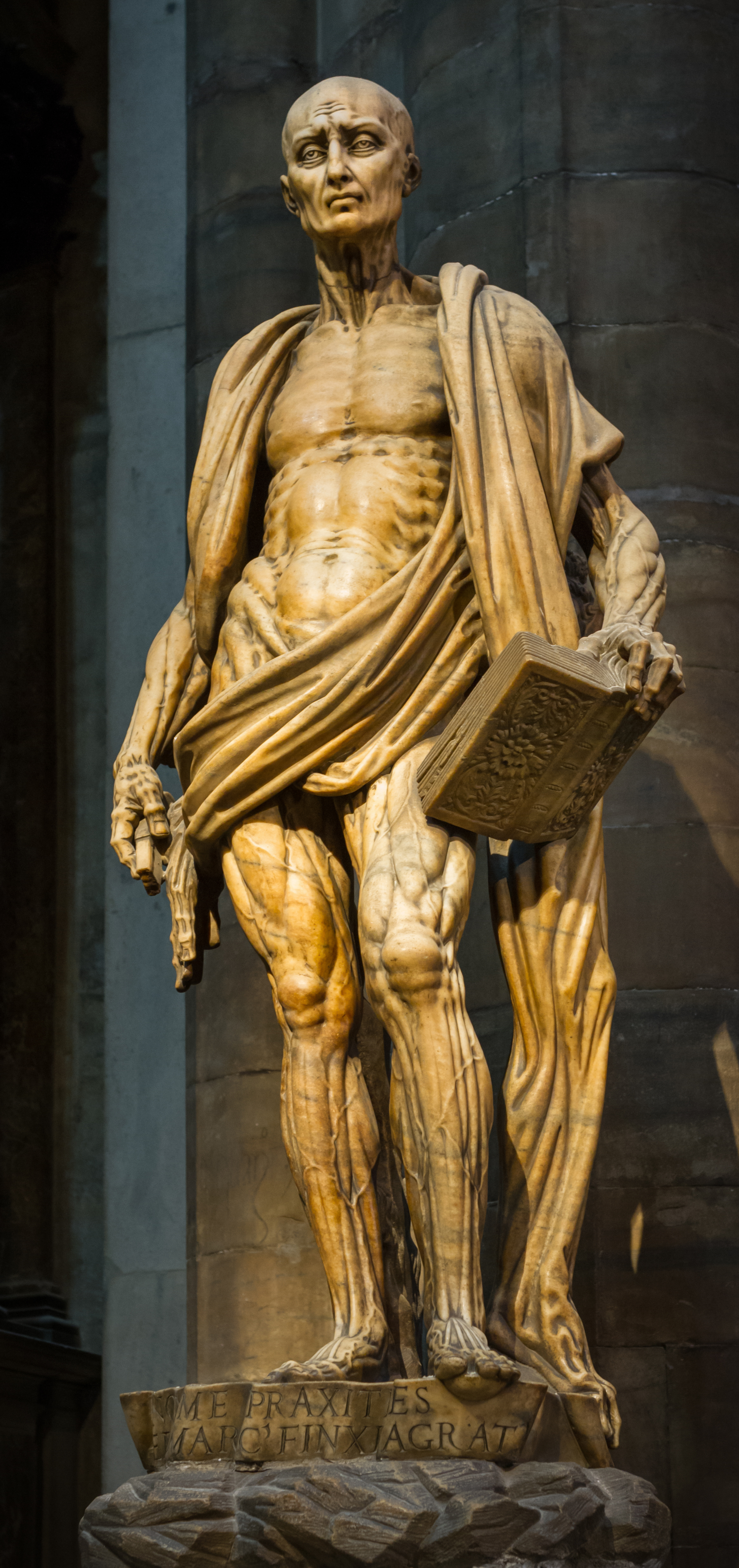
Saint Barthélemy (1562).